# 毒梟幻影
是一部2018年克莉絲汀娜·加列戈和希罗·盖拉執導的哥倫比亞劇情片，入選第71屆坎城影展導演雙週單元。
2023年3月，本片在爛蕃茄發表「270部由21世紀女性執導的電影佳作」清單榜上有名。

## 演員
- Carmiña Martínez 飾演 Úrsula
- Natalia Reyes 飾演 Zaida
- José Acosta 飾演 Rapayet
- Jhon Narváez 飾演 Moisés
- Jose Vicente Cotes 飾演 Peregrino
- Juan Bautista 飾演 Aníbal
- Greider Meza 飾演 Leonidas

## 外部連結
- 豆瓣电影上《毒梟幻影》的資料 （简体中文）
- 開眼電影網上《毒梟幻影》的資料（繁體中文）
- 互联网电影数据库（IMDb）上《毒梟幻影》的资料（英文）